# Cyclocheilichthys repasson
Cyclocheilichthys repasson es una especie de peces de la familia de los Cyprinidae en el orden de los Cypriniformes.

## Morfología
Los machos pueden llegar alcanzar los 28 cm de longitud total.

## Hábitat
Es un pez de agua dulce.

## Distribución geográfica
Se encuentra en las cuencas de los ríos Mekong y Chao Phraya. También está presente en Malasia, Sumatra, Java y Borneo.